# القوات البحرية اللبنانية
القوات البحرية اللبنانية هي فرع البحرية التابع للقوات المسلحة اللبنانية. تأسست في 1950 ويقع مقرها في قاعدة بيروت البحرية، أول قاعدة بحرية في لبنان. تفتقد البحرية اللبنانية في الوقت الحالي إلى العدد المناسب من المعدات، بالرغم من أن لديها حوالي 65 قطعة بحرية من مختلف الأحجام والأدوار؛ ومع ذلك، فإنها تحاول تحديث نفسها وزيادة حجمها. يتألف علم البحرية اللبنانية من سفينة فينيقية يتوسط شراعها شجرة أرز لبناني، فوق مرساة مكتوب أسفلها «القوات البحرية».
في 16 يناير 2009، وافقت الحكومة اللبنانية على طلب وزارة الدفاع الوطني بإنشاء قاعدة بحرية جديدة على شواطئ مخيم نهر البارد للاجئين الفلسطينيين، شمال لبنان.

## دورها في حماية البيئة البحرية
المقال الرئيسي: قضايا البيئة البحرية في لبنان
تُمثل قضايا حماية البيئة البحرية في لبنان إلى جانب التعامل مع التلوث البحري وتنفيذ الاتفاقيات البحرية الدولية مثل الاتفاقية الدولية لمنع التلوث الناجم عن السفن، مهمة رئيسية لدى البحرية اللبنانية بما أنها السلطة الحكومية الوحيدة القادرة على فرض القانون البحري في كلا من المنطقة الاقتصادية الخالصة والمياه الإقليمية اللبنانية.
وذلك بسبب:
- عدم تجنيد البحرية اللبنانية ضباط متخصصين من حاملي الشهادات العليا في المجال البحري.[4]
- عدم تنوع مهارات البحرية اللبنانية على نحو كبير كما أنها ليست متقاربة بشكل كاف إلى مستوى بحرية الدول الأوروبية وذلك بسبب محدودية مواردها البشرية ومُعداتها.[5]

لذلك تواجه البحرية اللبنانية صعوبات في تحقيق أدوارها المستمرة المتعلقة بمجال السلامة البحرية وحماية وإدارة البيئة البحرية.

## المعدات والأنظمة
في 19 فبراير 2015، نقلت وكالة الأنباء السعودية عن مسؤول سعودي أن المملكة العربية السعودية أوقفت برنامجاً بقيمة 3 مليارات دولار لإمداد لبنان باحتياجاتها العسكرية. إن البحرية اللبنانية لا تملُك أي قطع بحرية عاملة قادرة على المناورة في ظروف الطقس الصعبة بالإضافة إلى خضوعها لصعوبات إنجاز مهام البحث والإنقاذ والسلامة البحرية وحماية البيئة البحرية وإنفاذ القانون البحري ومراقبة حركة الهجرة غير الشرعية إلى أوروبا. كذلك، تعتزم الحكومة اللبنانية توفير الحماية لمنشآت الغاز الطبيعي المستقبلية وإنفاذ القانون وسلطة الدولة في المياه الإقليمية اللبنانية. لذلك تعتمد لبنان على المساعدات العسكرية الأمريكية التي من شأنها أن تسلحها بقطع بحرية متعددة المهام مزودة بقدرات واسعة النطاق مثل سفن الدورية البحرية فئة ريفرهوك أو إس في 60.

### قائمة بالأسطول الحالي
| الفئة                                                           | النوع                                     | بلد الصنع                | الموجود في الخدمة                                          | ملاحظات                                                                                 | صورة |
| --------------------------------------------------------------- | ----------------------------------------- | ------------------------ | ---------------------------------------------------------- | --------------------------------------------------------------------------------------- | ---- |
| سفن إنزال                                                       |                                           |                          |                                                            |                                                                                         |      |
| سفينة إنزال مشاة ودبابات (الطول الكُلي 59 متر)                   | سفينة إنزال                               | فرنسا                    | 21-سور 22-دامور                                            | مسلحة بمدفع نيكستر 15أيه (20 ملم)                                                       |      |
| زوارق دورية                                                     |                                           |                          |                                                            |                                                                                         |      |
| منصة متقدمة متعددة المهام أيه إم پي 145 (الطول الكُلي 43.50 متر) | زورق دورية مياه ساحلية ومفتوحة            | الولايات المتحدة         |                                                            |                                                                                         |      |
| زورق حماية (زيشرونغسبوت)زورق دورية بطول 34 متر                  |                                           | ألمانيا                  | 42 - أمشيت ( بريمن 2 سابقاً)                                | خرج من الخدمة بسبب نقص قطع الغيار، وموجود على الشاطئ في قاعدة جونيه حيث يُستَخدّم للتدريب. |      |
| آفيل جولارن (الطول الكُلي 30.35/ السرعة 28 عقدة)                 | زورق دورية (فيدت)                         | فرنسا                    | 43-القالمون (دي إف 41 سابقاً)                               | مسلح بمدفع نيكستر ناروال 20أيه (آر دبليو إس)                                            |      |
| توديندورف (الطول الكُلي 28,90 متر)                               | زورق دورية (زيشرونغسبوت)                  | ألمانيا                  | 41- طبرجا (واي838 بيرجن سابقاً)                             | مسلح بمدفع نيكستر ناروال 20أيه (آر دبليو إس)                                            |      |
| فاسمير إف پي بي 20 (الطول الكُلي 20 متر)                         | زورق دورية (زيشرونغسبوت)                  | ألمانيا                  | 308- الناقورة (بريمن 9 سابقاً)                              | مسلح بمدفع نيكستر ناروال 20أيه (آر دبليو إس)                                            |      |
| زورق دورية هجومي (الطول الكُلي 20 متر)                           | زورق                                      | المملكة المتحدة          | 301-طرابلس 302-جونية 304-جبيل 305-بيروت 306-صيدا 307-صرفند | مسلح بمدفع نيكستر ناروال 15أيه (20 ملم)                                                 |      |
| زوارق اعتراضية سريعة                                            |                                           |                          |                                                            |                                                                                         |      |
| فينكس 55 إف پي بي (الطول الكُلي 17 متر/ السرعة 46 عقدة)          | زورق سريع                                 | لبنان                    | صنين                                                       |                                                                                         |      |
| زوارق اعتراضية سريعة                                            | زورق سريع                                 | الإمارات العربية المتحدة | 4*16 متر 6*12 متر                                          |                                                                                         |      |
| زورق                                                            |                                           | 501-إيمانويلا            |                                                            |                                                                                         |      |
| زوراق دعم صغيرة                                                 |                                           |                          |                                                            |                                                                                         |      |
| زورق 45 قدم (13.7 متر)                                          | زورق                                      | المملكة المتحدة          | 4                                                          |                                                                                         |      |
| قوارب مسلحة (الطول الكُلي 11 متر)                                | قارب متين البدن قابل للنفخ (آر إتش آي بي) | الولايات المتحدة         | 8                                                          |                                                                                         |      |
| إم كي2 قارب جسر معدل/ قوارب دعم قتالي (الطول الكٌلي 8.24 متر)    | قارب                                      | المملكة المتحدة          | 27                                                         |                                                                                         |      |
| زوارق أبحاث علمية                                               |                                           |                          |                                                            |                                                                                         |      |
| هيدروغرافي/ مسح/ (الطول الكُلي 7.5 متر)                          | زورق                                      | إيطاليا                  | 1                                                          | مُجهز بمعدات إلكترونية متطورة لإجراء قياسات تحت البحر.                                   |      |

### محطات الرادار الساحلية
تُعد البحرية اللبنانية المسؤولة عن محطات الرادار الساحلية. في 1992، أُنشئّت ثلاث محطات في كل من طرابلس وصيدا وصور، تلاها تحديثات وإنشاء محطات جديدة في 1997. ومع ذلك، وخلال حرب لبنان 2006 قصفت البحرية الإسرائيلية جميع المحطات. وعقب انتهاء الحرب، وقعّت ألمانيا ولبنان اتفاقية ثنائية لإنشاء منظومة الرادار الساحلي (CRO) التي تهدف إلى إنشاء ودمج سلسلة من سبع محطات رادار ساحلية قادرة على تغطية كاملة لساحل البحر المتوسط اللبناني. ثلاث من هذه المحطات كانت قديمة وجُددّت بمعدات ومرافق حديثة أما الأربع الأخريات فهيّ محطات جديدة.

### المراقبة
في شباط 2008، طلبت البحرية اللبنانية ست منصات مراقبة طويلة المدى متعددة الاستشعار من نوع فاروس إكس إل آر 3 (Pharos XLR3) من أجل تجهيز محطاتها البحرية التي تفتقر إلى العمل يومياً دون توقف على مدار السنة بقدرات المراقبة والاستطلاع طويلة المدى في جميع الظروف الجوية.

## التدريب
ترسل القوات البحرية اللبنانية جميع ضباطها البحريين تقريباً للتدريب في الخارج إلى عدة دول أوروبية وكذلك إلى الولايات المتحدة. تقدم كل دولة تدريباً مختلفاً اعتماداً على تخصص كل ضابط. خضع الضباط الذين أُرسلوا إلى الولايات المتحدة للتدرب على حرب السطح البحرية كما اختبروا عمل تدريبي مع خفر السواحل الأمريكي. يتوجه العديد من مهندسي القوات البحرية اللبنانية إلى فرنسا حيث يتلقون التعليم فيما يتعلق بعمليات الكشف والبث والمدفعية. أما المهارات المستخدمة في كثيراً من المهام المحلية بالنسبة للقوات البحرية اللبنانية بداية من الدورات الأولية للأطقم، تدريبات الإنزال البرمائي وإنفاذ قوانين مكافحة المخدرات البحري فتُدرس في الأكاديميات البريطانية. إن عدم تنوع مهارات البحرية اللبنانية على نحو كبير إضافة إلى عدم تقاربها بشكل كاف إلى مستوى بحرية الدول الأوروبية يرجع بسبب محدودية مواردها البشرية ومُعداتها.

## التعاون مع اليونيفيل
إن وجود قوات اليونيفيل البحرية يُساعد القوات البحرية اللبنانية على تعزيز مهارات أفرادها عبر التدريبات المشتركة الدورية والتعاون اليومي. عقب وصول قوات الأمم المتحدة (اليونيفيل) إلى المنطقة (بعد حرب لبنان 2006)، بدأت البحرية اللبنانية العمل مع البحرية الإيطالية والتي كانت في ذلك الوقت البحرية القيادية لقوات اليونيفيل، من أجل ضمان نتيجة ناجحة للعملية المعنية بحفظ السلام.

## قادة بارزون
- عميد بحري/ إميل لحود الذي انتخب رئيساً للبنان في 1998.